# 데이비드 헌게이트
데이비드 헌게이트(영어: David Hungate, 1948년 8월 5일 ~ )는 미국의 음악가이다.
1976년부터 1982년까지 토토의 베이시스트로 활동하였고, 2014년 재합류해 1년간 함께했다.